# دیزاینر برندس
دیزاینر برندس (انگلیسی: Designer Brands) شرکت خرده‌فروشی آمریکایی است، که در سال ۱۹۶۹ تأسیس شد.